# Токсичність бета-блокаторів
Токсичність бета-блокаторів — це випадкове або навмисне приймання занадто великої кількості ліків, відомих як бета-блокатори. Це часто спричиняє повільне серцебиття та низький артеріальний тиск. Деякі бета-блокатори також можуть викликати нерегулярне серцебиття або низький рівень цукру в крові. Симптоми зазвичай виникають у перші дві години, але з деякими формами ліків можуть початися лише через 20 годин. Людина проходить медичне обстеження, якщо у неї немає симптомів через 6 годин після приймання препарату негайного вивільнення.
Бета-блокатори включають метопролол, бісопролол, карведилол, пропранолол і соталол. Зміни на ЕКГ можуть включати подовження PR і широкий QRS. Вимірювання рівня бета-блокаторів у крові не є корисним. Інші стани, які можуть проявлятися подібним чином, включають токсичність блокаторів кальцієвих каналів, гострий коронарний синдром і високий рівень калію.
Лікування може включати зусилля, спрямовані на зменшення всмоктування ліків, включаючи: активоване вугілля, що приймається всередину, якщо його дають незабаром після прийому, або зрошення всього кишечника, якщо використовується формула пролонгованого вивільнення. Не рекомендується намагатися викликати блювоту. Ліки для лікування токсичних ефектів включають: внутрішньовенні рідини, бікарбонат натрію, глюкагон, високі дози інсуліну, вазопресори та ліпідну емульсію. Екстракорпоральна мембранна оксигенація та електрична стимуляція також можуть бути варіантами. Деякі бета-блокатори можуть бути видалені за допомогою діалізу.
Токсичність бета-блокаторів зустрічається відносно рідко. Поряд з блокаторами кальцієвих каналів і дигоксином бета-блокатори мають один з найвищих показників смертності при передозуванні. Ці ліки вперше стали доступними в 1960-1970-х роках.